# グリーンビル (ミシシッピ州)
グリーンビル（英: Greenville）は、アメリカ合衆国ミシシッピ州西部の都市。ワシントン郡の郡庁所在地である。人口は2万9670人（2020年）。昔からミシシッピ・デルタと呼ばれる綿花プランテーションと文化の地域に位置している。

## 歴史
グリーンビルがある地域にフランス人が探検して入ったときにはインディアンが住んでいた。フランスは歴史あるナチェズ族の土地にナチェズのコロニーを設立した。アメリカ合衆国政府は1830年にインディアン移住法を成立させ、その後の10年間でアメリカ合衆国南東部に居たインディアンの大半をインディアン準州に移住させた。
グリーンビルの町は1824年、アメリカ合衆国政府に土地の権利を申請したウィリアム・W・ブラントンが設立した。このときセクション4、タウンシップ18、レンジ8西が払下げられた。この区画が現在のグリーンビルの中心街になっている。
グリーンビルは1844年に郡庁所在地になった。それ以前にニューメキシコとプリンストンという郡庁所在地があったが、どちらもミシシッピ川に削られてしまった。
現在のグリーンビル市は、ミシシッピ州内でその名を冠した都市として3番目だった。最初の町は南のナチェズ市の近くにあり、アメリカ独立戦争の後にヨーロッパ系アメリカ人の開拓地が東に纏められて間もなく消失した。
2つ目のグリーンビルは現在の市の親となる市であり、19世紀初期に入植された。その設立者がジョージ・ワシントンの最愛の友人だったナサニエル・グリーン将軍にちなんで市の名前を付けた。ワシントンの方は郡の名前になった。その町は現在の市より3マイル (4.8 km) の位置にあった。現在その場所は市の産業廃棄物埋め立て地になっている。この町は南北戦争の前の時代まで繁栄する町だった。郡庁所在地としてそれを取り囲む大型綿花プランテーションにとって、交易、事業、文化の中心だった。大半のプランテーションはミシシッピ川やその他航行可能な水路に直接接していた。内陸の低地は戦後まで開発されなかった。
南北戦争のとき、ビックスバーグの包囲戦に絡んで町は北軍によって破壊された。北軍砲艦から部隊がグリーンビルで上陸した。その部隊は砲撃されたことに対する仕返しとして町のあらゆる建物を焼いた。住民は地域のプランテーション農家に避難した。戦争が終った時、ミシシッピ連隊の退役兵はグリーンビルが廃墟になっていることを発見した。元の住民は間もなく再度町を建設する決断をした。選ばれた場所はミシシッピ川沿いのヴィックスバーグとメンフィスの間の最高地点だった。土地の多くはローチ家とブラントン家の所有であり、選ばれた地域の主要部はハリエット・ブラントン・セオボルド夫人が所有するものだった。ハリエットは新しいグリーンビルという考えを歓迎し、学校、教会、公共の建物のための土地を寄付した。ハリエットは「グリーンビルの母」と呼ばれた。ヴィックスバーグで戦時防衛のための要塞化を計画したリチャード・オヒー少佐が新しい町の区画割りをするために雇われた。
グリーンビルは繁栄を取り戻した。綿花の需要は下っていたが、それでも綿花に依存していた。19世紀から20世紀初期に建てられた住居などの建物がアメリカ合衆国国家歴史登録財に指定されている。20世紀初期のデルタ文化の中心だった。

### ネルソン通り
デルタのアフリカ系アメリカ人は豊富な種類の革新的な音楽を発展させた。ネルソン通りはブルースのクラブがある歴史的な街並みであり、1940年代から1950年代に人々を惹きつけ、デルタ・ブルース、ビッグバンド、ジャンプ・ブルース、およびジャズを聴くための繁栄するクラブシーンを作り上げた。レコード会社がこの通りに来てタレントを発掘した。20世紀半ばのテネシー州メンフィスにあるビール通りと同等のものだった。
ミシシッピの音楽の歴史と文化を記念するために、ミシシッピ・ブルース委員会が設立された。デルタの全体でミシシッピ・ブルース・トレイルの一部として場所を特定してきた。ネルソン通りのサザン・ウィスパーズ・レストランはこのトレイルで指定された2番目の場所である。ブルースの初期の時代にはチトリン・サークルの停車場だった。このレストランの前に立つ歴史標識はミシシッピにおけるブルースの発展史において、この場所の重要性を記念するものである。

## 地理

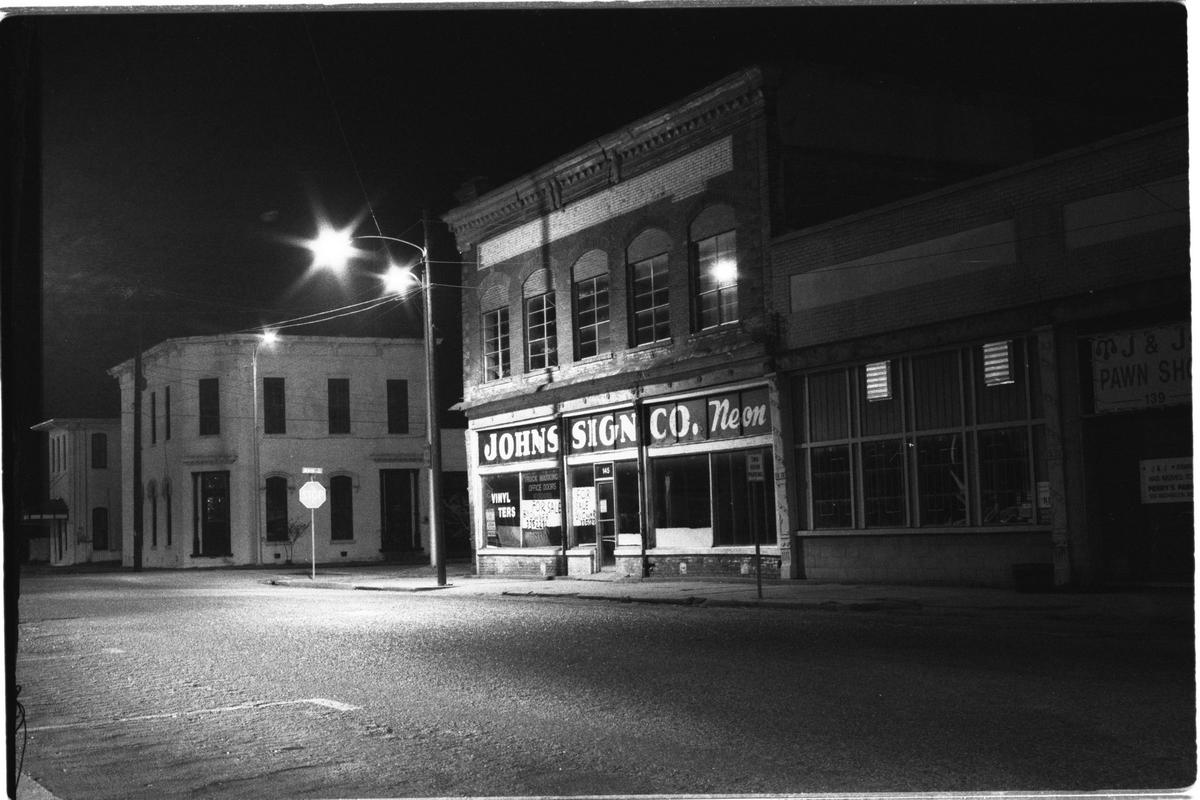
ウォルナット通り、1994年

グリーンビルは、ミシシッピ川の古い水路に残されたU字形のファーガソン湖東岸に位置している。中心街に近いこの湖に浮きカジノがあり、ライトハウス・ポイント・カジノと呼ばれている。また2つ目のカジノはハーロウズ・カジノ・リゾートであり、市の西側、グリーンビル橋に近くある。シカゴ・ミル&ランバー会社が湖畔で製材所を操業していた。カジノ堤防駐車場の南0.2マイル (320 m) だった。この工場は閉鎖するまで硬木箱の製造に特化していた。
アメリカ合衆国国勢調査局に拠れば、市域全面積は27.7平方マイル (72 km2)であり、このうち陸地26.9平方マイル (70 km2)、水域は0.8平方マイル (2.1 km2)で水域率は2.82%である。

## 人口動態
人種別人口構成（2010年）
- 白人: 21.7%
- アフリカン・アメリカン: 75.9%
- ネイティブ・アメリカン: 0.0%
- アジア人: 0.8%
- その他の人種: 0.9%
- 混血: 0.7%
- ヒスパニック・ラテン系: 1.2%

以下は2000年国勢調査による人口統計データである。
| 基礎データ - 人口: 41,633 人 - 世帯数: 18,784 世帯 - 家族数: 14,422 家族 - 人口密度: 598.0人/km2（1,548.8 人/mi2） - 住居数: 16,251 軒 - 住居密度: 233.4軒/km2（604.6 軒/mi2） 人種別人口構成 - 白人: 28.92% - アフリカン・アメリカン: 69.60% - ネイティブ・アメリカン: 0.071% - アジア人: 0.71% - 太平洋諸島系: 0.01% - その他の人種: 0.20% - 混血: 0.49% - ヒスパニック・ラテン系: 0.71% 年齢別人口構成 - 18歳未満: 31.4% - 18-24歳: 10.1% - 25-44歳: 26.3% - 45-64歳: 20.5% - 65歳以上: 11.8% - 年齢の中央値: 32歳 - 性比（女性100人あたり男性の人口） - 総人口: 85.4 - 18歳以上: 77.5 | 世帯と家族（対世帯数） - 18歳未満の子供がいる: 35.8% - 結婚・同居している夫婦: 37.8% - 未婚・離婚・死別女性が世帯主: 27.7% - 非家族世帯: 29.5% - 単身世帯: 25.8% - 65歳以上の老人1人暮らし: 10.4% - 平均構成人数 - 世帯: 2.77人 - 家族: 3.34人 収入と家計 - 収入の中央値 - 世帯: 25,928米ドル - 家族: 30,788米ドル - 性別 - 男性: 29,801米ドル - 女性: 20,707米ドル - 人口1人あたり収入: 13,992米ドル - 貧困線以下 - 対人口: 29.6% - 対家族数: 25.7% - 18歳未満: 38.2% - 65歳以上: 23.6% |

## 交通

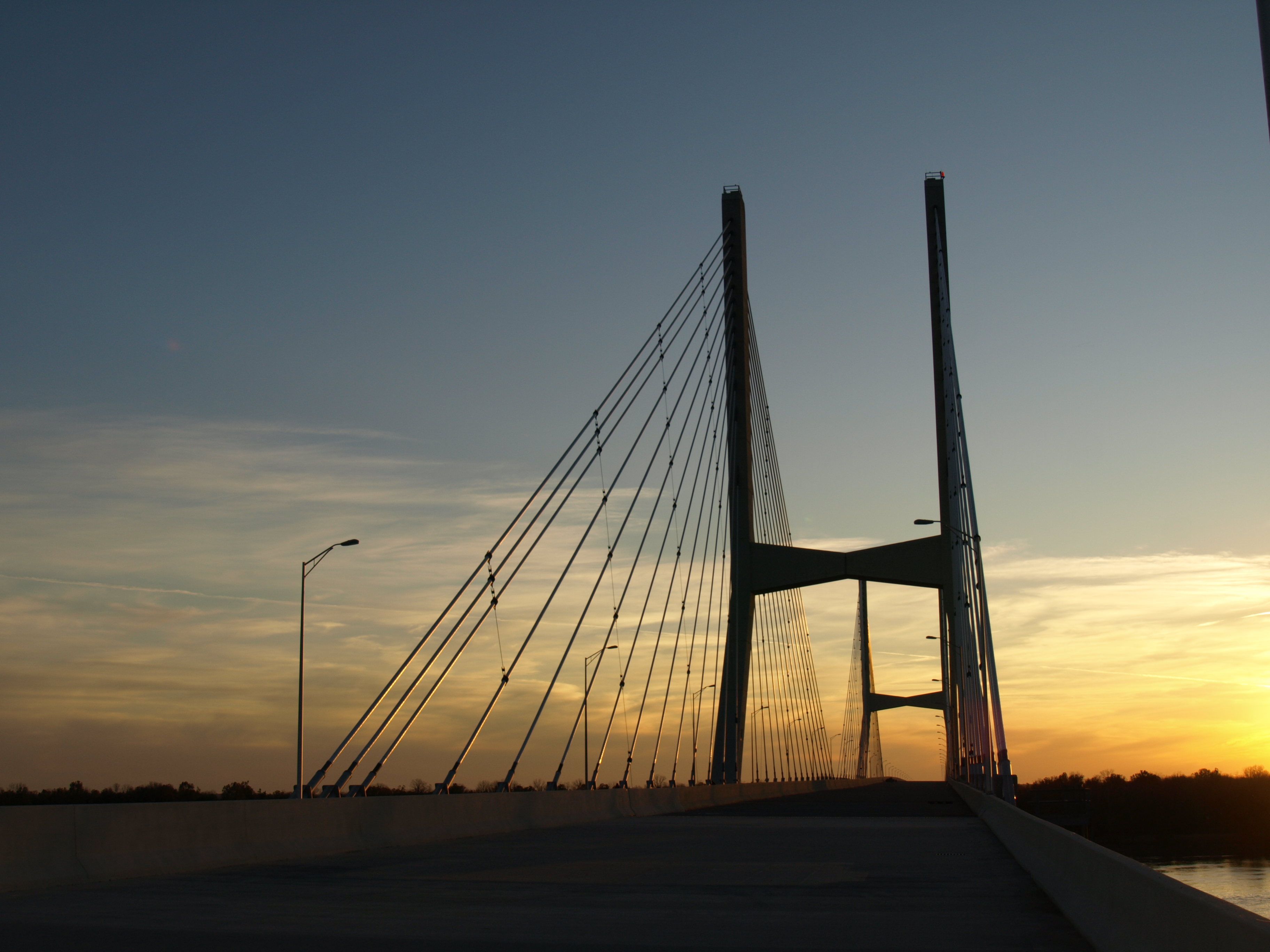
グリーンビル橋、ミシシッピ川を渡す斜張橋

### 航空
グリーンビル・ミッド・デルタ地域空港がグリーンビル中心街の北東、ワシントン郡の未編入領域にあり、市内とミシシッピ・デルタ地域を市場にしている。

### 高規格道路
アメリカ国道82号線、同61号線、グレートリバー道路（ミシシッピ州道1号線）がグリーンビル地域を通る幹線道である。国道82号線はミシシッピ・デルタの交通ネットワークで重要部となっており、州間高速道路55号線など主要な4車線道路に繋がっている。さらに国道82号線のバイパスがデルタの南端を通り、新しいミシシッピ川橋と繋ぎ、リーランド近くで終わる交通ルートを提供するべく建設中である。グリーンビル橋は4車線、2億600万ドルを掛けて、ミシシッピ川を渡す斜張橋であり、対岸はアーカンソー州である。2010年に開通し、1940年から使われていた2車線のベンジャミン・G・ハンフリーズ橋の代替となった。

## 教育
グリーンビル大半の公共教育は、グリーンビル公共教育学区が管轄しており、小部分のみウェスタンライン教育学区の中にある。
私立学校として、ワシントン学校とグリーンビル・クリスチャン学校がある。また教区学校としては、ローマ・カトリック教会ジャクソン教区に属するセントジョセフ高校と、アワーレディ・オブ・ロードス小学校がある。
グリーンビル高等教育センターは、デルタ州立大学、ミシシッピ・デルタ・コミュニティカレッジ、ミシシッピ・バレー州立大学の、単位外の授業や、単位を取れる学科を運営している。

## スポーツ
グリーンビル・バックスは1922年から1955年までコットン・ステイツ・リーグで試合するマイナーリーグ野球チームだった。
グリーンビル・ブルースメンは1996年から2001年までグリーンビルを本拠にした独立系マイナーリーグ野球チームだった。
ミシシッピ・ミラクルズ、元のミシシッピ・スティンガーズは、2004年から2006年までグリーンビルを本拠にしたアメリカン・バスケットボール・アソシエーションに属するバスケットボールチームだった。
グリーンビルは若いスポーツ選手のためにメガ・スポーツ競技施設を建設する予定である。

## 見どころ

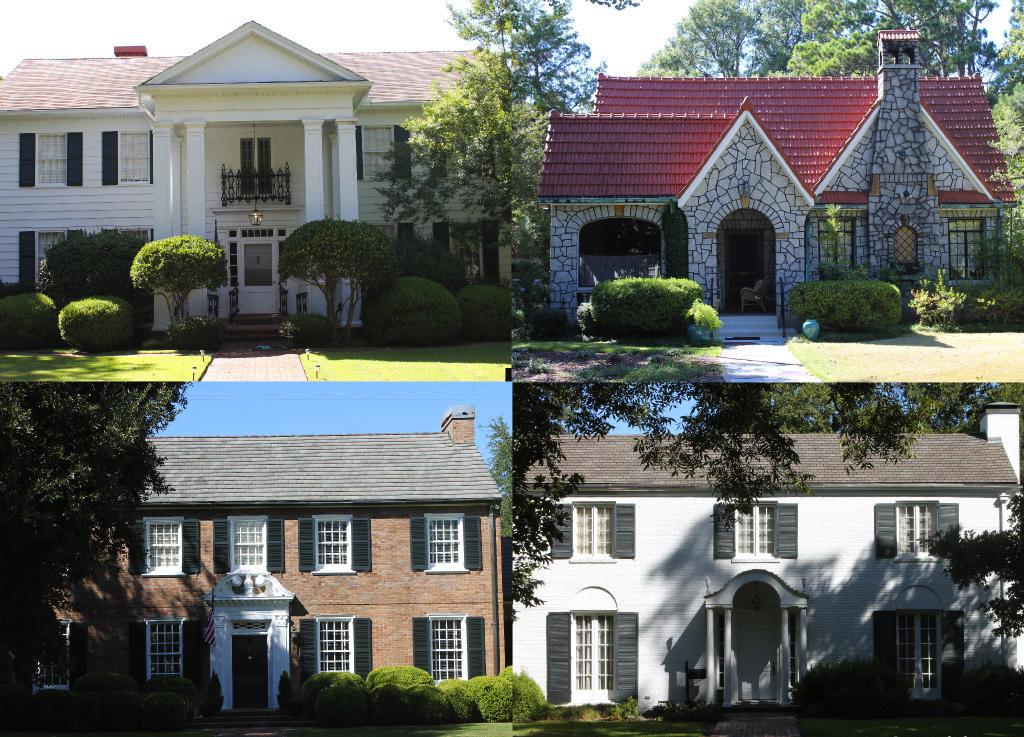
ガムウィンパーク歴史地区、ガムウィンパーク・ドライブ、北ガムウィン・ドライブ、東ガムウィン・ドライブ、南ガムウィン・ドライブ、西ガムウィン・ドライブ、に囲まれている

ウィンタービル・マウンズ遺跡は、プラークマイン・ミシシッピ文化の人々が建設した12以上のマウンド群である。ミシシッピ川に沿った深いインディアンの歴史が残っており、グリーンビルの北にある。この文化は特に13世紀から15世紀に栄えており、ヨーロッパ人が探検して入って来る時よりもかなり前のことだった。土盛りのマウンドは9世紀からこの地域の人々によって建設された。より大きなミシシッピ文化の影響を受けており、ミシシッピ文化はミシシッピ川とその支流の全体で同様な儀式用の史跡を建設していた。歴史あるナチェズ族は、ヨーロッパ人が入って来た時に唯一ミシシッピ文化の生き残りとなっていた部族だった。
ウィンタービル・マウンズ遺跡は州立公園とアメリカ合衆国国定歴史建造物に指定されている。この史跡にある博物館では、専門的発掘で出てきた人工物や、史跡の解釈への付加物が展示されており、公園内には遊歩道もある。グリーンビル市からは北に約3マイル (5 km) にある。

## 著名な出身者
- ジム・ヘンソン、操り人形師
- フランク・ホワイ、メジャーリーグベースボール選手、カンザスシティ・ロイヤルズ

## 姉妹都市
- ドイツ、クローナハ、2006年締結
- リベリア、グリーンビル、2009年締結